# Skye terrier
Skye terrier – rasa psa, należącego do grupy terierów, zaklasyfikowana do sekcji terierów krótkonożnych. Typ jamnikowaty. Nie podlega próbom pracy.

## Rys historyczny
Nazwa tej rasy pochodzi od wyspy Skye archipelagu Hebrydy u północno-zachodnich wybrzeży Szkocji. Przodkami skye terrierów były niskie psy długiej sierści, które na wyspie żyły od dawna. W 1576 roku ukazała się praca Johna Caiusa o psach, w której opisany został prawdopodobny przodek skye terriera. Wedle Caiusa ma on wywodzić się z „krain barbarzyńskich, z najdalszej północy”, a ponadto „przez obfitość włosów nie ukazuje ni pyska, ni ciała”. Istnieje legenda dotycząca udziału w powstaniu rasy psów uratowanych po rozbiciu galeonu hiszpańskiej Wielkiej Armady.

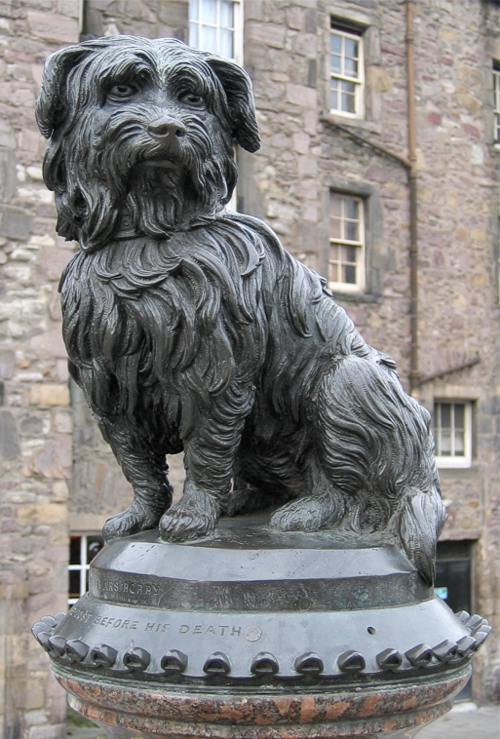
Statua w Edynburgu przedstawiająca Bobby’ego

W Edynburgu znajduje się kamienna fontanna ze statuą przedstawiającą skye terriera, znanego jako Greyfriars Bobby. Została ufundowana w 1872 przez baronową Angelię Georginę Burdett-Coutts w celu upamiętnienia psa, który po śmierci swojego pana przez niemal 14 lat mieszkał przy jego grobie.
Psy tej rasy posiadali królowa Wiktoria, jej syn król Edward VII oraz jego żona Aleksandra.

## Wzorzec

### Wygląd ogólny
Długi, niski pies o obfitej sierści. Jego długość jest równa dwukrotnej wysokości. Porusza się ze swobodą. Ma silny tułów i szczęki oraz przednie i tylne kończyny. Szyja długa o profilu lekko wygiętym. Długość psa od czubka nosa do końca ogona wynosi minimum 103 cm.

### Charakter
Pełen godności, elegancki. Jest to pies jednego pana, nieufny wobec obcych, ale nigdy złośliwy.

### Głowa
Długa i mocna. Bardziej się ceni mocną niż przesadnie długą. Mózgoczaszka średniej szerokości w tylnej części, stopniowo zwęża się ku mocnej kufie. Stop łagodny. Trufla nosa czarna. Kufa silna. Szczęka i żuchwa mocne, równej długości, zgryz nożycowy, regularny i kompletny. Oczy brązowe, najlepiej ciemnobrązowe, średniej wielkości, wąsko osadzone, o pojętnym spojrzeniu. Uszy stojące lub opadające. Jeśli są stojące, mają frędzle i są nieduże. Brzeg zewnętrzny jest prosty, a wewnętrzny lekko zagina się od czubka do nasady, gdzie rozstawienie uszu jest najmniejsze. Jeżeli są opadające, są większe, opadają prosto i płasko, a ich krawędzie wewnętrzne przylegają do głowy.

### Tułów
Długi i niski. Boki wydają się nieco płaskie, gdyż sierść gładko na nich przylega. Grzbiet prosty, lędźwie krótkie, klatka piersiowa nisko położona, głęboko ożebrowana. Ogon, jeśli jest opuszczony, powinien w górnej części zwisać, a w dolnej być lekko zagięty. Kiedy jest uniesiony, powinien stanowić przedłużenie linii grzbietu. Ogon nie może unosić się ponad linią grzbietu ani zakręcać się do góry. Powinien być pokryty frędzlą z włosa.

### Kończyny
Przednie krótkie i muskularne. Łopatki szerokie, przylegające. Opuszki palców grube, pazury mocne. Kończyny tylne silne, dobrze skonstruowane i ukątowane, proste, krótkie, muskularne. Nie powinno być na nich wilczych pazurów.

### Ruch
Swobodny, energiczny i płynny. Kończyny są stawiane prosto do przodu.

### Okrywa włosowa
Włos dwojakiego rodzaju. Podszerstek jest krótki, przylegający, miękki i wełnisty. Włos okrywowy jest długi, twardy, prosty, płaski, bez lokowatości. Na głowie sierść jest krótsza, miększa, przykrywa oczy i wierzch głowy. Uszy porośnięte frędzlami. Umaszczenie czarne, jasno- lub ciemnoszare, płowe lub kremowe z czarnymi koniuszkami włosów. Każde jednolite umaszczenie jest dozwolone z możliwym ciemniejszym nalotem. Nos i uszy czarne. Dopuszczalna jest mała, biała plamka na piersi.
Tłumaczenie wzorca: Elżbieta Chwalibóg. Wzorzec zamieszczony za zgodą tłumacza

## Zdrowie i pielęgnacja
Słabymi stronami skye terriera są układy kostno-stawowy i pokarmowy. Ryzyko problemów ze stawami spowodowane jest sylwetką psa: jego bardzo długi tułów zwiększa prawdopodobieństwo kontuzji. Zaleca się, by pies unikał skoków i chodzenia po schodach, nie powinien też trenować sportów takich jak agility czy frisbee. Wrażliwy układ pokarmowy skye terriera wymaga odpowiedniej dobranej karmy wysokiej jakości.
Sierść tego psa należy pielęgnować starannie i systematycznie, wyczesywać po każdym spacerze, okresowo strzyc. Długość życia skye terriera wynosi od 12 do 15 lat.